# Покров (роман)
«ПоКров»  — роман української письменниці Люко Дашвар, виданий у 2015 році видавництвом Книжковий клуб «Клуб сімейного дозвілля».

## Сюжет
В основі сюжету нового твору Люко Дашвар «ПоКров» — доля семи колін нащадків багатого хорунжого Яреми Дороша, який згрішив, закохавшись у юну Перпетую, і помер, тільки встиг відіслати кохану із синочком до далекого Катеринослава.
Ображена дружина — спадкова шляхтянка — проклинає рід Дорошів, сподіваючись, що щастя та продовження в нащадках матиме лише гілка її сина, законного спадкоємця. Однак, Перпетуя, котру життя закидає з Чернігівщини аж до Канади, вирішує інакше: зібрану ціною тяжких нестатків скриню із золотом вона заповідає нащадкам обох гілок роду Яреми за умови, що обидві гілки не зіллються в одну.
У наш час Мар'яна переживає буремні події в країні і сімейну трагедію. Серед виру пристрастей вона зненацька дізнається, що в банку Канади їй належить величезна сума. Та не це турбує дівчину — ще більше хвилює її зустріч із дивним хлопцем Ярком…
Описуючи події буремного Майдану 2013—2014, авторка окремими мазками якби поспіль нагадує нам про старих знайомих з Биті Є , Гоцика та Макара, проте, тут вони другорядні епізодичні герої. Читач прощається із загиблими на Майдані героями з Биті Є, а головними героями твору все ж є Мар'яна та Ярко — два далеких нащадки різних гілок колись потужної козацької родини Дорошів.

## Презентація
Офіційна презентація книги вперше відбулася 2 лютого 2016 року